# Motozintla (kommun i Mexiko)
Motozintla är en kommun i Mexiko.   Den ligger i delstaten Chiapas, i den sydöstra delen av landet, 900 km sydost om huvudstaden Mexico City.
Följande samhällen finns i Motozintla:
- Motozintla de Mendoza
- Belisario Domínguez
- Benito Juárez
- Llano Grande
- Checute
- Miguel Alemán
- Nueva Independencia
- Bremen
- Buenavista
- Chevolcán
- Tuixcum Grande
- Barrio Nuevo
- San Dimas
- Jicotepec
- Miramar
- Veinte de Abril
- Aquiles Serdán
- Nueva Esperanza
- Bandera Argentina
- Rivera Morelos
- Maíz Blanco
- Ampliación Tres de Mayo
- Álvaro Obregón
- El Paraíso Nuevo Milenio
- San Francisco
- 20 de Noviembre
- Nuevo Paraíso
- Piedra Partida
- El Pizarrín
- Las Cabañas
- El Oriente
- 4 de Octubre
- Villaflores
- Santa Ana Pinabeto
- Tuxchamén
- El Pinito
- Barrio Nuevo Chiapas
- Campanas
- Ignacio Zaragoza
- Nuevo Ixtepec
- Rincón del Bosque
- San Fernando
- San Felipe
- Matasano
- Tonincanaque
- Plan Grande
- Nuevo Triunfo
- El Gavilán
- Buenavista
- Las Nubes
- Loma Bonita
- Sierra Galeana
- La Unión
- El Toronjil
- Ojo de Agua
- Maíz Blanco
- Agua Dulce
- Nueva Victoria
- La Mina
- Nuevo Poblado el Cipresal
- Tenán
- Toninchihuán
- Salanueva
- Plan de Guadalupe
- Tierra Linda
- Ampliación Nueva Reforma
- Los Alisos
- Cinco de Febrero
- Las Cruces
- La Reforma
- Unión Villaflores
- Justo Sierra
- Zaragoza
- San Miguel
- Belén
- Dos Hermanas
- Primero de Mayo
- Monte Flor
- Jocote
- San Jerónimo
- Argelia Alta Luz
- Allende
- San Antonio
- Cinco de Noviembre
- Cipresal
- José López Portillo
- El Arenal
- La Unión
- Los Pinos
- Nuevo Progreso
- Sonora
- El Anonal
- Concepción la Cueva
- Nueva Jerusalén
- Peña Blanca
- El Rodeo
- El Mango
- Las Tablas
- El Retiro
- Emiliano Zapata
- Doce de Diciembre
- Santa Fe
- El Horizonte
- Ciprés
- Nueva Esperancita
- Mirasol Calera
- Chincanaque de Pinabeta